# Balod
Balod est une ville indienne située dans le district de Balod dans l’État du Chhattisgarh. En 2011, sa population était de 32 432 habitants.

## Source de la traduction
- (en) Cet article est partiellement ou en totalité issu de l’article de Wikipédia en anglais intitulé « Balod » (voir la liste des auteurs).